# Naif Hazazi
Naif Ahmed Hazazi (in arabo نايف هزازي‎?; Gedda, 27 luglio 1988) è un calciatore saudita, attaccante svincolato.

## Statistiche[1][2]

### Presenze nei club
| Club           | Stagione       | Campionato  | Campionato  | Coppa         | Coppa         | Coppa di lega    | Coppa di lega    | Continentale     | Continentale     | Altro1     | Altro1     | Totale | Totale |
| Club           | Stagione       | App         | Goal        | App           | Goal          | App              | Goal             | App              | Goal             | App        | Goal       | App    | Goal   |
| Arabia Saudita | Arabia Saudita | Zain League | Zain League | Champions Cup | Champions Cup | Crown Prince Cup | Crown Prince Cup | Champions League | Champions League | Amichevole | Amichevole | Total  | Total  |
| -------------- | -------------- | ----------- | ----------- | ------------- | ------------- | ---------------- | ---------------- | ---------------- | ---------------- | ---------- | ---------- | ------ | ------ |
| Al-Ittihad     | 2006–07        | 0           | 0           | —             | —             | 0                | 0                | 0                | 0                | 1          | 0          | 1      | 0      |
| Al-Ittihad     | 2007–08        | 1           | 0           | 0             | 0             | 0                | 0                | 1                | 1                | —          | —          | 2      | 1      |
| Al-Ittihad     | 2008–09        | 17          | 9           | 5             | 2             | 1                | 0                | 5                | 3                | 1          | 0          | 29     | 14     |
| Al-Ittihad     | 2009–10        | 3           | 3           | 2             | 1             | 0                | 0                | 1                | 0                | —          | —          | 6      | 4      |
| Al-Ittihad     | 2010–11        | 22          | 12          | 5             | 2             | 2                | 2                | 10               | 2                | —          | —          | 39     | 18     |
| Al-Ittihad     | 2011–12        | 19          | 7           | 2             | 1             | 3                | 2                | 8                | 7                | 1          | 2          | 33     | 19     |
| Al-Ittihad     | 2012–13        | 4           | 1           | 0             | 0             | 0                | 0                | —                | —                | —          | —          | 4      | 1      |
| Total          | Total          | 66          | 32          | 14            | 6             | 6                | 4                | 25               | 13               | 3          | 2          | 114    | 57     |

- 1Include Saudi Federation Cup.

### Cronologia presenze e reti in nazionale
| Cronologia completa delle presenze e delle reti in nazionale ― Arabia Saudita | Cronologia completa delle presenze e delle reti in nazionale ― Arabia Saudita | Cronologia completa delle presenze e delle reti in nazionale ― Arabia Saudita | Cronologia completa delle presenze e delle reti in nazionale ― Arabia Saudita | Cronologia completa delle presenze e delle reti in nazionale ― Arabia Saudita | Cronologia completa delle presenze e delle reti in nazionale ― Arabia Saudita | Cronologia completa delle presenze e delle reti in nazionale ― Arabia Saudita | Cronologia completa delle presenze e delle reti in nazionale ― Arabia Saudita |
| Data                                                                          | Città                                                                         | In casa                                                                       | Risultato                                                                     | Ospiti                                                                        | Competizione                                                                  | Reti                                                                          | Note                                                                          |
| ----------------------------------------------------------------------------- | ----------------------------------------------------------------------------- | ----------------------------------------------------------------------------- | ----------------------------------------------------------------------------- | ----------------------------------------------------------------------------- | ----------------------------------------------------------------------------- | ----------------------------------------------------------------------------- | ----------------------------------------------------------------------------- |
| 8-11-2008                                                                     | Riyad                                                                         | Arabia Saudita                                                                | 1 – 0                                                                         | Thailandia                                                                    | Amichevole                                                                    | 1                                                                             | 64’                                                                           |
| 12-11-2008                                                                    | Riyad                                                                         | Arabia Saudita                                                                | 4 – 0                                                                         | Bahrein                                                                       | Amichevole                                                                    | 2                                                                             | 65’                                                                           |
| 19-11-2008                                                                    | Riyad                                                                         | Arabia Saudita                                                                | 0 – 2                                                                         | Corea del Sud                                                                 | Qual. Mondiali 2010                                                           | -                                                                             | 34’, 58’                                                                      |
| 23-12-2008                                                                    | Riffa                                                                         | Bahrein                                                                       | 1 – 0                                                                         | Arabia Saudita                                                                | Amichevole                                                                    | -                                                                             | 46’                                                                           |
| 17-1-2009                                                                     | Mascate                                                                       | Oman                                                                          | 0 – 0 (6 – 5 dtr)                                                             | Arabia Saudita                                                                | Coppa delle Nazioni del Golfo 2009 - Finale                                   | -                                                                             | Ingresso                                                                      |
| 22-3-2009                                                                     | Riyad                                                                         | Arabia Saudita                                                                | 0 – 0                                                                         | Iran                                                                          | Amichevole                                                                    | -                                                                             | 46’                                                                           |
| 28-3-2009                                                                     | Teheran                                                                       | Iran                                                                          | 1 – 2                                                                         | Arabia Saudita                                                                | Qual. Mondiali 2010                                                           | 1                                                                             |                                                                               |
| 1-4-2009                                                                      | Riyad                                                                         | Arabia Saudita                                                                | 3 – 2                                                                         | Emirati Arabi Uniti                                                           | Qual. Mondiali 2010                                                           | 1                                                                             |                                                                               |
| 4-6-2009                                                                      | Tianjin                                                                       | Cina                                                                          | 1 – 4                                                                         | Arabia Saudita                                                                | Amichevole                                                                    | 1                                                                             | 60’                                                                           |
| 10-6-2009                                                                     | Seul                                                                          | Corea del Sud                                                                 | 0 – 0                                                                         | Arabia Saudita                                                                | Qual. Mondiali 2010                                                           | -                                                                             | 68’                                                                           |
| 17-6-2009                                                                     | Riyad                                                                         | Arabia Saudita                                                                | 0 – 0                                                                         | Corea del Nord                                                                | Qual. Mondiali 2010                                                           | -                                                                             |                                                                               |
| 12-8-2009                                                                     | Salalah                                                                       | Oman                                                                          | 1 – 2                                                                         | Arabia Saudita                                                                | Amichevole                                                                    | -                                                                             |                                                                               |
| 30-8-2009                                                                     | Dammam                                                                        | Arabia Saudita                                                                | 2 – 1                                                                         | Malaysia                                                                      | Amichevole                                                                    | -                                                                             | 13’                                                                           |
| 21-5-2010                                                                     | Wattens                                                                       | RD del Congo                                                                  | 0 – 2                                                                         | Arabia Saudita                                                                | Amichevole                                                                    | -                                                                             | 65’                                                                           |
| 29-5-2010                                                                     | Innsbruck                                                                     | Spagna                                                                        | 3 – 2                                                                         | Arabia Saudita                                                                | Amichevole                                                                    | -                                                                             | 65’                                                                           |
| 11-8-2010                                                                     | Jeddah                                                                        | Arabia Saudita                                                                | 1 – 0                                                                         | Togo                                                                          | Amichevole                                                                    | -                                                                             | 71’                                                                           |
| 17-11-2010                                                                    | Dubai                                                                         | Arabia Saudita                                                                | 0 – 0                                                                         | Ghana                                                                         | Amichevole                                                                    | -                                                                             | 62’                                                                           |
| 28-12-2010                                                                    | Dammam                                                                        | Arabia Saudita                                                                | 0 – 1                                                                         | Iraq                                                                          | Amichevole                                                                    | -                                                                             | 67’                                                                           |
| 31-12-2010                                                                    | Riffa                                                                         | Bahrein                                                                       | 0 – 1                                                                         | Arabia Saudita                                                                | Amichevole                                                                    | -                                                                             | 69’                                                                           |
| 4-1-2011                                                                      | Riad                                                                          | Arabia Saudita                                                                | 0 – 0                                                                         | Angola                                                                        | Amichevole                                                                    | -                                                                             |                                                                               |
| 9-1-2011                                                                      | Al-Rayyan                                                                     | Siria                                                                         | 2 – 1                                                                         | Arabia Saudita                                                                | Coppa d'Asia 2011 - 1º turno                                                  | -                                                                             | 57’                                                                           |
| 13-1-2011                                                                     | Al-Rayyan                                                                     | Giordania                                                                     | 1 – 0                                                                         | Arabia Saudita                                                                | Coppa d'Asia 2011 - 1º turno                                                  | -                                                                             |                                                                               |
| 17-1-2011                                                                     | Al-Rayyan                                                                     | Arabia Saudita                                                                | 0 – 5                                                                         | Giappone                                                                      | Coppa d'Asia 2011 - 1º turno                                                  | -                                                                             | 46’                                                                           |
| 2-9-2011                                                                      | Seeb                                                                          | Oman                                                                          | 0 – 0                                                                         | Arabia Saudita                                                                | Qual. Mondiali 2014                                                           | -                                                                             | 68’                                                                           |
| 6-9-2011                                                                      | Riad                                                                          | Arabia Saudita                                                                | 1 – 3                                                                         | Australia                                                                     | Qual. Mondiali 2014                                                           | -                                                                             |                                                                               |
| 7-10-2011                                                                     | Selangor                                                                      | Indonesia                                                                     | 0 – 0                                                                         | Arabia Saudita                                                                | Amichevole                                                                    | -                                                                             | Ingresso                                                                      |
| 11-10-2011                                                                    | Bangkok                                                                       | Thailandia                                                                    | 0 – 0                                                                         | Arabia Saudita                                                                | Qual. Mondiali 2014                                                           | -                                                                             | 81’                                                                           |
| 11-11-2011                                                                    | Riyad                                                                         | Arabia Saudita                                                                | 3 – 0                                                                         | Thailandia                                                                    | Qual. Mondiali 2014                                                           | 1                                                                             |                                                                               |
| 15-11-2011                                                                    | Riyad                                                                         | Arabia Saudita                                                                | 0 – 0                                                                         | Oman                                                                          | Qual. Mondiali 2014                                                           | -                                                                             | 83’                                                                           |
| 29-2-2012                                                                     | Melbourne                                                                     | Australia                                                                     | 4 – 2                                                                         | Arabia Saudita                                                                | Qual. Mondiali 2014                                                           | -                                                                             | 79’                                                                           |
| 14-10-2012                                                                    | Al-Hasa                                                                       | Arabia Saudita                                                                | 3 – 2                                                                         | Rep. del Congo                                                                | Amichevole                                                                    | -                                                                             | 87’                                                                           |
| 6-2-2013                                                                      | Riyad                                                                         | Arabia Saudita                                                                | 2 – 1                                                                         | Cina                                                                          | Qual. Coppa d'Asia 2015                                                       | 1                                                                             | 65’                                                                           |
| 17-3-2013                                                                     | Shah Alam                                                                     | Malaysia                                                                      | 1 – 4                                                                         | Arabia Saudita                                                                | Amichevole                                                                    | 1                                                                             | 46’                                                                           |
| 23-3-2013                                                                     | Giacarta                                                                      | Indonesia                                                                     | 1 – 2                                                                         | Arabia Saudita                                                                | Qual. Coppa d'Asia 2015                                                       | -                                                                             | 90+2’                                                                         |
| 5-9-2013                                                                      | Riyad                                                                         | Arabia Saudita                                                                | 0 – 1                                                                         | Nuova Zelanda                                                                 | Amichevole                                                                    | -                                                                             | 70’                                                                           |
| 9-9-2013                                                                      | Riad                                                                          | Trinidad e Tobago                                                             | 3 – 1                                                                         | Arabia Saudita                                                                | Amichevole                                                                    | 1                                                                             |                                                                               |
| 19-11-2013                                                                    | Xi'an                                                                         | Cina                                                                          | 0 – 0                                                                         | Arabia Saudita                                                                | Qual. Coppa d'Asia 2015                                                       | -                                                                             | 90+2’                                                                         |
| 10-10-2014                                                                    | Gedda                                                                         | Arabia Saudita                                                                | 1 – 1                                                                         | Uruguay                                                                       | Amichevole                                                                    | 1                                                                             | 75’                                                                           |
| 14-10-2014                                                                    | Gedda                                                                         | Arabia Saudita                                                                | 1 – 1                                                                         | Libano                                                                        | Amichevole                                                                    | -                                                                             | 63’                                                                           |
| 6-11-2014                                                                     | Dammam                                                                        | Arabia Saudita                                                                | 2 – 0                                                                         | Palestina                                                                     | Amichevole                                                                    | 1                                                                             | 61’                                                                           |
| 16-11-2014                                                                    | Riad                                                                          | Arabia Saudita                                                                | 3 – 0                                                                         | Bahrein                                                                       | Gulf Cup 2014 - 1º turno                                                      | -                                                                             | 72’                                                                           |
| 19-11-2014                                                                    | Riad                                                                          | Arabia Saudita                                                                | 1 – 0                                                                         | Yemen                                                                         | Gulf Cup 2014 - 1º turno                                                      | -                                                                             | 70’                                                                           |
| 26-11-2014                                                                    | Riyad                                                                         | Arabia Saudita                                                                | 1 – 2                                                                         | Qatar                                                                         | Gulf Cup 2014 - Finale                                                        | -                                                                             | 71’                                                                           |
| 30-12-2014                                                                    | Geelong                                                                       | Bahrein                                                                       | 4 – 1                                                                         | Arabia Saudita                                                                | Amichevole                                                                    | 1                                                                             |                                                                               |
| 4-1-2015                                                                      | Parramatta                                                                    | Arabia Saudita                                                                | 0 – 2                                                                         | Corea del Sud                                                                 | Amichevole                                                                    | -                                                                             | 81’                                                                           |
| 10-1-2015                                                                     | Brisbane                                                                      | Arabia Saudita                                                                | 0 – 1                                                                         | Cina                                                                          | Coppa d'Asia 2015 - 1º turno                                                  | -                                                                             |                                                                               |
| 14-1-2015                                                                     | Melbourne                                                                     | Corea del Nord                                                                | 1 – 4                                                                         | Arabia Saudita                                                                | Coppa d'Asia 2015 - 1º turno                                                  | 1                                                                             |                                                                               |
| 18-1-2015                                                                     | Melbourne                                                                     | Uzbekistan                                                                    | 3 – 1                                                                         | Arabia Saudita                                                                | Coppa d'Asia 2015 - 1º turno                                                  | -                                                                             |                                                                               |
| 8-9-2015                                                                      | Kuala Lumpur                                                                  | Malaysia                                                                      | 0 – 3                                                                         | Arabia Saudita                                                                | Qual. Mondiali 2018                                                           | -                                                                             | 87’                                                                           |
| 8-10-2015                                                                     | Gedda                                                                         | Arabia Saudita                                                                | 2 – 1                                                                         | Emirati Arabi Uniti                                                           | Qual. Mondiali 2018                                                           | -                                                                             | 90+3’                                                                         |
| 17-11-2015                                                                    | Dili                                                                          | Timor Est                                                                     | 0 – 10                                                                        | Arabia Saudita                                                                | Qual. Mondiali 2018                                                           | 1                                                                             | 61’                                                                           |
| 24-8-2016                                                                     | Doha                                                                          | Arabia Saudita                                                                | 4 – 0                                                                         | Laos                                                                          | Amichevole                                                                    | -                                                                             | 62’                                                                           |
| 1-9-2016                                                                      | Riyad                                                                         | Arabia Saudita                                                                | 1 – 0                                                                         | Thailandia                                                                    | Qual. Mondiali 2018                                                           | -                                                                             |                                                                               |
| 6-9-2016                                                                      | Shah Alam                                                                     | Iraq                                                                          | 1 – 2                                                                         | Arabia Saudita                                                                | Qual. Mondiali 2018                                                           | -                                                                             | 90’                                                                           |
| 6-10-2016                                                                     | Riyad                                                                         | Arabia Saudita                                                                | 2 – 2                                                                         | Australia                                                                     | Qual. Mondiali 2018                                                           | -                                                                             | 54’                                                                           |
| 11-10-2016                                                                    | Gedda                                                                         | Arabia Saudita                                                                | 3 – 0                                                                         | Emirati Arabi Uniti                                                           | Qual. Mondiali 2018                                                           | -                                                                             | 86’                                                                           |
| 23-3-2017                                                                     | Bangkok                                                                       | Thailandia                                                                    | 0 – 3                                                                         | Arabia Saudita                                                                | Qual. Mondiali 2018                                                           | -                                                                             | 79’                                                                           |
| 22-12-2017                                                                    | Al-Kuwait                                                                     | Kuwait                                                                        | 1 – 2                                                                         | Arabia Saudita                                                                | Gulf Cup 2017-2018 - 1º turno                                                 | -                                                                             | 74’                                                                           |
| 25-12-2017                                                                    | Al-Kuwait                                                                     | Emirati Arabi Uniti                                                           | 0 – 0                                                                         | Arabia Saudita                                                                | Gulf Cup 2017-2018 - 1º turno                                                 | -                                                                             |                                                                               |
| Totale                                                                        |                                                                               | Presenze                                                                      | 59                                                                            |                                                                               | Reti                                                                          | 15                                                                            |                                                                               |

## Palmarès

### Club
- Campionato saudita: 2

Al-Ittihad: 2006-2007, 2008-2009
- King Cup of Champions: 1

Al-Ittihad: 2010